# 北海道警裏金事件
北海道警裏金事件（ほっかいどうけいうらがねじけん）は、2003年11月に北海道旭川中央警察署が不正経理を行っていたことが、北海道新聞の調査報道で発覚し、後に各部署、各課、各警察署（厚別警察署、手稲警察署を除く）でも、同様な事が発覚し関係幹部が大量処分された事件である。この事件を発端に立て続けに各地の警察本部でも同様なことが判明し、幹部らが懲戒処分を受けている。

## 事件の内容
この事件の特徴は、捜査協力者がいたことにして、その費用を本部に請求し、その費用を警視以上の幹部が私的流用していた点である。また、偽領収書を作成もしていた（協力者として勝手に名前を使われた人物は慰謝料訴訟を起こし勝訴している）。
主に裏金作りをしていたのは、本部の次席や管理官、署では次長または副署長が担当していたが、自らも裏金を受け取っていた。2003年11月28日には、当時の本部長・芦刈勝治警視監（2007年2月警察庁辞職）が定例会見で「不正経理の事実はない」と否定した。高橋はるみ北海道知事は、これを受けて「疑惑を否定した道警本部長の発言は重い」と疑惑を否定する道警を支持するコメントを発表し、道としてこれ以上の真実追及は行わずに幕引きを計ろうとした。この高橋知事の方針は各種メディアや道民から強い批判を受け、後に市民オンブズマンが中心となり追及が行われ、北海道議会でも、この件が取り上げられるようになり、年が明けた2004年にようやく高橋知事や道警本部長が重い腰をあげ、内部調査に着手した。また北海道新聞が2003年から特集を組んで追及を開始している。
2004年2月になって、元釧路方面本部長原田宏二が「自分が退職するまでは裏金が存在していた」と記者会見で告発し、更に翌月には、弟子屈警察署次長を最後に退職した元警部が長年にわたり裏金作りをしていたことを告発し、後に元生活安全部長も同じようなことを告発した。
これを境に道警はさらなる内部調査を行ったが、以後も事実解明をしているとは言いがたい。内部調査メンバーはいずれも副署長や次席を経験した幹部ばかりであった。しかも、後の調査結果の発表では当時の本部長、警務部長や総務部長のいずれも「私的流用はなかった」と発言したが、告発した2人は「私的流用は間違いなくあった」と言うなど食い違いが見られた。
2004年8月には、興部警察署長が裏金問題のために自殺した。遺書では、「自らも裏金を作り受け取っていた」と書かれていた。冬頃には北見方面本部警備課でも裏金疑惑が浮上し、2004年12月になり内部処分を発表した。処分者数は3235人で、懲戒処分が98人、減給は86人、戒告11人、内規処分が本部長をはじめ137人、さらに2750人が口頭厳重注意や口頭注意で、最も重かったのが元北見方面本部警備課長の警視が停職1か月（1人）で、日本警察、道警史上初の大規模不祥事事件の割には軽い処分であった。この事件での裏金総額は2億5600万円で、2004年12月に道に返還した。

## 道議会の対応
北海道議会においては、民主党や共産党は、道警不正問題に関する百条委員会の設置を6回も提案しているが、その提案は自民党、公明党、フロンティア3会派の「これ以上の解明は不可能」とする反対で、全て否決された。フロンティアは権限の弱い98条委員会の設置を提案したが、これも否決されている。
民主党は「芦刈道警本部長の辞職を求める決議」も提案したが、これも否決された。

## 事件後の動き
2005年1月には、民主党の代議士で2003年北海道知事選挙次点の鉢呂吉雄および（鉢呂と1990年衆院初当選同期で同じ横路グループ幹部）旭川弁護士会会長経験者佐々木秀典が、元道警幹部や現職を幹部7人を「業務上横領」で、刑事告発をしたが不起訴になり、2006年に検察審査会で「起訴相当」との結論が出された。
2005年4月、北見方面本部の警備課で、元課長が偽造領収書を会計検査院に提出したとして、有印私文書偽造・同行使と偽計業務妨害容疑で、書類送検された。
2007年8月、1998年から1999年にかけて、本部刑事部捜査第二課での捜査費、捜査報償費の不正使用に関して警察庁は当時の課長だった警視正を長官訓戒処分とした。

## 関連書籍
- 『追及・北海道警「裏金」疑惑』北海道新聞取材班（講談社文庫刊 ISBN 9784062748339）